# 216P/LINEAR
La comète LINEAR, officiellement 216P/LINEAR, est une comète périodique du système solaire, découverte le 1er février 2001 par le programme LINEAR.